# Cucullia cemenelensis
Cucullia cemenelensis là một loài bướm đêm trong họ Noctuidae.